# Gli ultimi filibustieri
Pour plus de détails, voir Fiche technique et Distribution.
Gli ultimi filibustieri est un film italien réalisé par Marco Elter, sorti en 1943.

## Synopsis
Neala, fille du corsaire rouge, est retenue prisonnière dans une forteresse par le gouverneur de Las Palmas, qui compte l'épouser pour prendre possession de sa dot. Le frère de Neala, aidé par des boucaniers, parvient à conquérir la forteresse et à la libérer, tuant le gouverneur.

## Fiche technique
- Titre : Gli ultimi filibustieri
- Réalisation : Marco Elter
- Scénario : Sergio Amidei, Alberto Consiglio, Umberto De Franciscis, Pietro Germi, Antonio Leonviola, Camillo Mariani Dell'Aguillara, Renato May et Luigi Zampa d'après le roman d'Emilio Salgari
- Photographie : Giorgio Orsini et Giovanni Vitrotti
- Musique : Ezio Carabella
- Pays de production : Italie
- Format : Noir et blanc - 1,37:1 - Mono
- Genre : aventure
- Date de sortie : 
  - Italie : 1943

## Distribution
- Vittorio Sanipoli : Enrico di Ventimiglia
- Loredana : Neala
- Osvaldo Valenti : Ramon de la Sierra
- Nerio Bernardi : le gouverneur di Guayaquil
- Pina Renzi : Panchita
- Aldo Silvani : Don Barrejo de la Tuelva
- Felice Minotti : Un corsaire